# Rawhitiroa
La ville de Rawhitiroa est une localité du district de South Taranaki, dans l’île du Nord de la Nouvelle-Zélande.

## Situation
Elle est localisée à environ 6,5 km à l’est de la ville d’Eltham  , .

## Marae
Le Marae local nommé «Ararātā» est un terrain de rencontre tribal pour l'iwi des Ngāti Ruanui (en) de l'hapū des Ngāti Hawe (en)  ,  .

## Éducation
- L’école de «Rawhitiroa School» est une école mixte, assurant tout le primaire, allant de l’année 1 à 8, avec un taux de taux de décile de 6 et un effectif de 49 élèves[5]. L’école a ouvert en 1897, et fut initialement appelée «Andersen Road School».

L’école fut complètement détruite par le feu à 2 reprises en 1944 et 1976  et reconstruit à chaque fois.
- L’école de « Mangamingi School », qui ouvrit en 1903[6] fut fermée et fusionnée avec l’école de « Rawhitiroa School » à la fin de l’année 1988[8].